# Železniční nehoda v Amagasaki
Železniční nehoda v Amagasaki v podobě vykolejení rychlíkového vlaku se stala 25. dubna 2005, v 9:18 místního času (2:18 středoevropského letního času) v japonském městě Amagasaki (尼崎). Řadí se mezi největší novodobé japonské železniční nehody.

## Průběh nehody
Rychlík 5418M o sedmi vozech vyjel z výchozí stanice Takarazuka (宝塚駅) a měl namířeno do cílové stanice Došiša-mae (同志社前駅). Vlak řídil 23letý strojvedoucí Ryūjirō Takami s jedenácti měsíci zkušeností.
První neobvyklost na cestě nastala v 8:53 místního času, kdy vlak projel kolem návěstidla s návěstí „Stůj“ a automatický bezpečnostní systém nejdříve nahlásil strojvedoucímu jeho přejetí, strojvůdce však systému nevěnoval pozornost, systém později vlak nouzově zastavil. Aby strojvedoucí nabral ztracený čas, pokračoval v rychlé jízdě. Do následující stanice Itami (伊丹駅) proto vjel příliš rychle a prvních pět vozů vlaku zastavilo až za koncem nástupiště. Strojvedoucí byl nucen s vlakem zacouvat zpět do stanice. V tento okamžik měl vlak zpoždění 1 minutu, 20 vteřin. Tato situace byla v rozporu s provozním řádem a ve strachu z disciplinárního řízení strojvůdce požádal prostřednictvím vlakového komunikačního systému průvodčího na druhé straně vlaku, aby situaci nehlásil. Mezitím si však přišel jeden z cestujících za strojvůdcem stěžovat si na pozdní odjezd ze stanice. Průvodčí telefonicky oznámil situaci na dispečink. Aby strojvedoucí nahnal zpoždění, stále zrychloval.
Mezi stanicemi Cukaguči a Amagasaki se nalézalo křížení tratí, před kterým se nalézal prudký oblouk, kde byla traťová rychlost omezena na 70 km/h, vlak ovšem do oblouku přijížděl rychlostí 116 km/h. Místo aby strojvůdce použil nouzovou brzdu určenou pro takovou situaci, použil obyčejnou brzdu a navíc brzdil zlehka. Takto získaná brzdná síla však nebyla dostatečná a v prudkém oblouku se souprava vlaku neudržela na kolejích.
První čtyři vozy vykolejily zcela, přičemž první vůz skončil v garážních prostorech umístěných v přízemí bytového domu vedle trati, další vůz se srazil se stěnou domu a třetí se čtvrtým vozem se na druhý vůz naskládaly. Zbývají vozy zůstaly viset mezi tratí a zbytkem soupravy.

## Okolnosti nehody
Vyšetřovatelé zjistili, že strojvedoucí jen tři týdny po nástupu do funkce přejel vlakem délku nástupiště o 100 metrů. Západojaponská železniční společnost ho poslala na přeškolení, které trvalo 13 dní. Přeškolení však, na rozdíl od podoby obvyklé v západní Evropě, bylo mnohem psychicky náročnější a mělo spíše podobu trestu psychickým mučením než zlepšování teoretických znalostí zaměstnanců.

## Důsledky nehody
Ve vlaku zemřelo 107 lidí, včetně mladého strojvedoucího, dalších 562 lidí bylo zraněno.
Vyšetřovatelé usoudili, že důvody pro nehodu byl stres a špatný psychický stav strojvedoucího, vzniklé jednak přeškolením, kterého se strojvedoucí účastnil a obav z jeho opakování, a jednak kombinaci tlaků společnosti na dochvilnost vlaků a vyhýbání se jakýmkoliv zpožděním, a přísného provozního řádu a pravidel z něho vyplývajících. Proto byly praktiky společnosti označeny za jedinou příčinu nehody.
Ministerstvo krajiny, infrastruktury, dopravy a cestovního ruchu mimo jiné nařídilo, aby všechny železniční společnosti aktualizovaly své bezpečnostní systémy tak, aby všechny vlaky automaticky brzdily, když se blíží k místům s omezením rychlosti.
Masataka Ide, poradce JR West a hlavní postava v nařízeních o dochvilnosti spojů, oznámil v červnu 2005 odchod ze společnosti. V srpnu téhož roku měl odstoupit i předseda společnosti.
Na trati, kde k nehodě došlo, mezi stanicemi Amagasaki a Takarazuka byl obnoven provoz 19. června 2005. Mezitím byly upraveny nejvyšší traťové rychlosti tak, že traťová rychlost na rovných úsecích byla snížena ze 120 km/h na 95 km/h a v obloucích ze 70 km/h na 60 km/h.
26. prosince 2005 oficiálně odstoupil předseda společnosti Takeši Kakiuči. Kakiuči odstoupil z pozice den poté, co se stala další vážná nehoda u sesterské Východojaponské železniční společnosti. Společnost však nikdy nepřiznala spojitosti mezi touto nehodou a rezignací.
11. ledna 2012 shledal okresní soud v Kóbe zastoupený soudcem Makotem Okadem společnost zastoupenou nový předsedou Masaem Jamazakijem v této věci za nevinnou pro údajnou nepředvídatelnost nehody. Soud však zkritizoval společnost za chybné posouzení nebezpečí vyplývajících z osudného oblouku.
V roce 2017 došlo k demolici budovy, do které narazil vlak, v dubnu 2019 byl na místě vybudován památník obětem nehody.